# Eos Chasma
Eos Chasma ist ein Grabenbruchsystem im südlichen Teil des Valles-Marineris-Canyonsystems des Coprates-Gradfeldes und des Margaritifer-Sinus-Gradfeldes auf dem Planeten Mars.